# Zaliwki
Zaliwki (ukr. Заливки) – wieś na Ukrainie w rejonie rohatyńskim obwodu iwanofrankiwskiego.